# Begonia alpina
Begonia alpina é uma espécie de Begonia.

## Sinônimos
- Begonia monticola Ridl. [ilegítimo]